# Seriana crassa
Seriana crassa är en insektsart som beskrevs av Irena Dworakowska 1979. Seriana crassa ingår i släktet Seriana och familjen dvärgstritar. Inga underarter finns listade i Catalogue of Life.